# Mittelgebirge

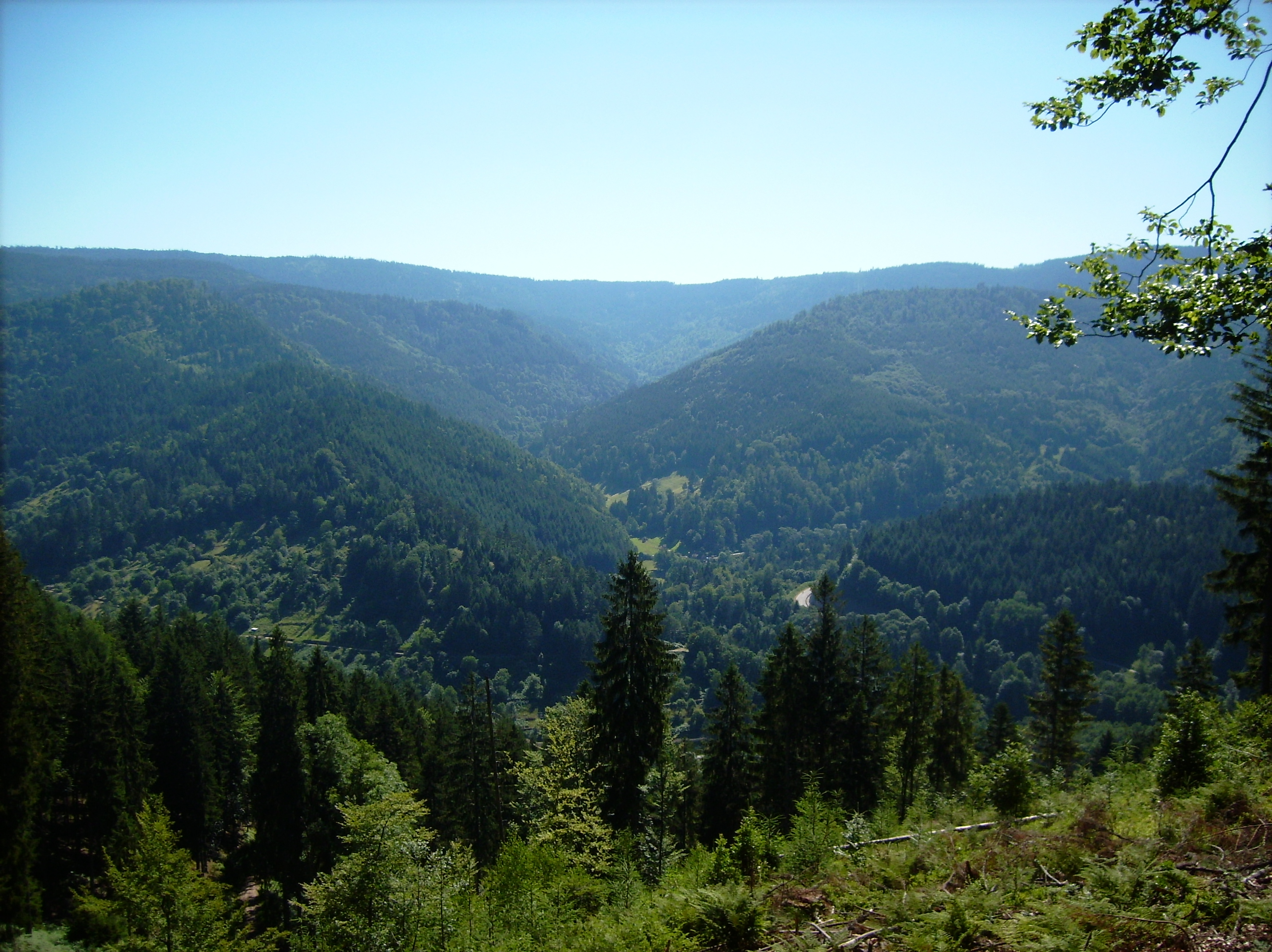
Murg Valley en la gama de la Selva Negra

Un Mittelgebirge (término alemán: "Mittel" - medio, "Gebirge" - cadena montañosa) es una cadena montañosa relativamente baja o una zona de tierras altas, un rasgo geográfico típico de Europa central, especialmente del centro y el sur de Alemania; se refiere a algo entre las tierras bajas onduladas o Hügelland y una cadena montañosa propiamente dicha (en alemán: Gebirge o Hochgebirge) como los Altos Alpes.

## Características
El término no es preciso, pero suele referirse a la topografía en la que las cumbres se elevan al menos 200 metros a 500 metros por encima del terreno circundante (en lugar de sobre el nivel del mar). Las cumbres no suelen llegar a la línea de los árboles y no se glaciaron después del último periodo glacial. Por el contrario, el término Hochgebirge se utiliza para referirse a las cadenas montañosas que se elevan entre 1.500 y 1.800 metros. La delimitación se corresponde con la diferenciación entre el nivel montano y el alpino según la zonificación altitudinal.

## Montañas delMittelgebirge
En plural, die Mittelgebirge (en contraposición al singular, das Mittelgebirge), a veces calificado como die deutschen Mittelgebirge, suele referirse a las Tierras Altas Centrales de Alemania, que son un cinturón de cadenas montañosas bajas o colinas entre la llanura septentrional y el antepaís alpino bávaro. 
Las cordilleras se extienden desde la llanura del norte de Alemania hasta los Alpes en el sur. El límite septentrional está marcado por el umbral de las Mittelgebirge (Mittelgebirgsschwelle), que va desde las Ardenas belgas en el oeste a lo largo del macizo Renano, las montañas del Rhön y del Harz, el bosque de Turingia y los montes Fichtel hasta el macizo de Bohemia en la frontera checa, incluyendo el bosque bávaro y los montes Metálicos, que conducen a la Selva de Bohemia y a los Sudetes en el este.
En el suroeste, la llanura del Alto Rin se extiende hasta la frontera suiza en Basilea, acompañada por las escarpas del sur de Alemania, que incluyen la cordillera del Odenwald y la Selva Negra, así como el Jura de Suabia y su continuación oriental, el Jura de Franconia. A la izquierda del Alto Rin, las escarpas del norte de Francia se extienden desde el Palatinado y los Vosgos hasta la cuenca de París.

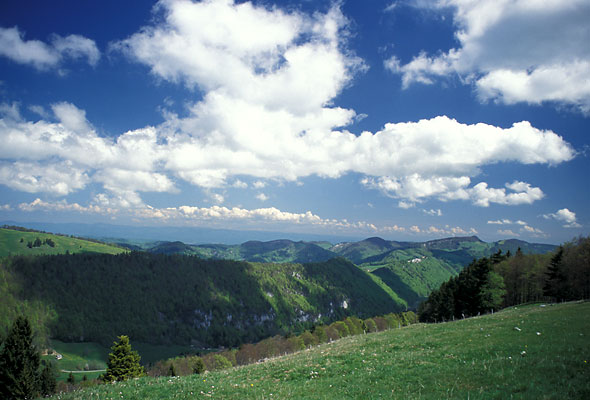
Vistas de las montañas del Jura cerca del paso de Passwang a la Selva Negra.

A lo largo de la frontera suizo-francesa corren las montañas del Jura, una cadena montañosa plegada que alcanza hasta los 1718 m, separada de los Alpes occidentales por la meseta suiza. Aunque se encuentran dentro de las estribaciones de los Alpes, las montañas Jura generalmente se consideran una cordillera Mittelgebirge separada, mientras que la meseta de Kras, que conduce a los Alpes Dináricos, geológicamente forma parte de los Alpes del Sur.
En Hungría, las montañas de Transdanubio forman una amplia cordillera de Mittelgebirge dentro de la llanura panónica. Extendiéndose desde el lago Balaton hasta el norte de Budapest, marcado por la curva del Danubio, separa la pequeña y la gran llanura húngara.
En Francia, el macizo Central, situado entre los Alpes Occidentales y los Pirineos, llega a alcanzar los 1.886 metros, pero no llega a la línea de los árboles debido a su clima mediterráneo. En Italia, la mayor parte de los Apeninos, que van desde los Alpes Marítimos hasta el Estrecho de Mesina, tienen el carácter de Mittelgebirge, aunque en los Abruzos los picos alcanzan los 2.912 metros de altura. En Gran Bretaña son conocidos los picos del Distrito de los Lagos, los Peninos, las Tierras Altas escocesas y el macizo de Snowdon, en Irlanda los MacGillycuddy's Reeks, en Estados Unidos algunas cordilleras de los Apalaches, como las Green Mountains (Vermont).